# Samsung Galaxy Note (gama)

Logotipo de Galaxy Note del 2015-2021

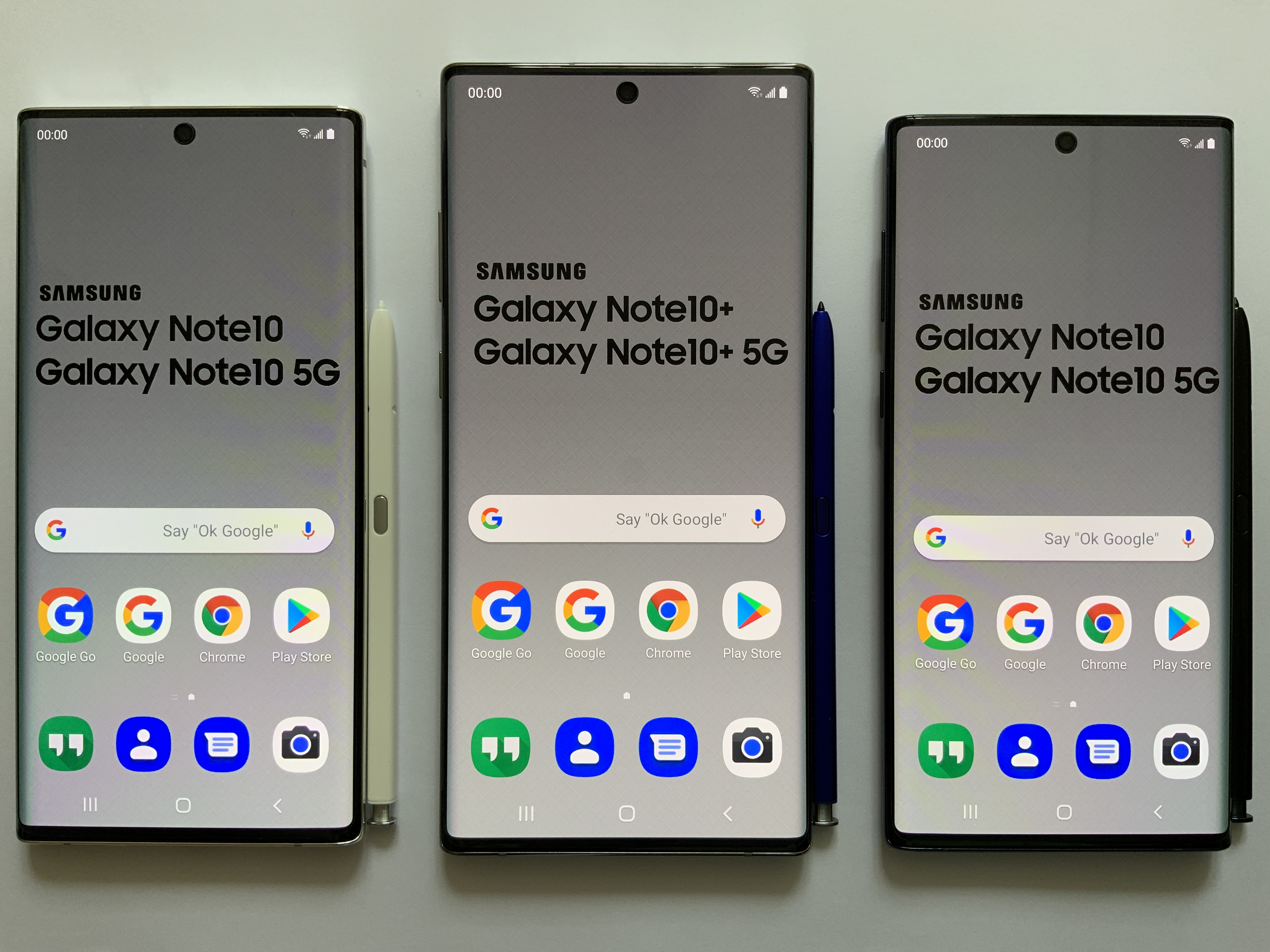
Samsung Galaxy Note 10

Samsung Galaxy Note fue una serie de phablets de gama alta con Android fabricado por Samsung. La gama Note fue diseñada para dispositivos con bolígrafo óptico (S Pen -no es S de stylus, es la S usada en S Planner, S Voice, S Suggest). Todos los dispositivos Galaxy Note vienen con funciones diseñadas para el S Pen y para dispositivos de pantalla grande, como crear notas (por eso se llama Note a la gama) y dibujar, y dividir la pantalla para abrir 2 aplicaciones (desde Note II y Galaxy S III).
Los teléfonos inteligentes Galaxy Note fueron considerados como los primeros ejemplos de tabléfonos con éxito a nivel comercial. Un tipo de teléfono inteligente con pantalla grande que es hecho para cumplir la funcionalidad de una tableta tradicional. Samsung vendió más de 50 millones de dispositivos entre septiembre de 2011 y octubre de 2013. 10 millones de unidades del Galaxy Note 3 han sido vendidas dentro de sus primeros 2 meses, 30 millones de unidades del Galaxy Note II han sido vendidas, mientras que el primer Galaxy Note vendió alrededor de 10 millones de unidades en todo el mundo.
A finales de 2021, se dio por descontinuada la serie Note.

## Modelos

### Samsung Galaxy Note 1
Samsung anunció el primer Galaxy Note en IFA. Mientras los medios cuestionaron sobre la viabilidad del dispositivo debido a su pantalla de 5,3 pulgadas (porque en su tiempo la pantalla era demasiado grande para un teléfono inteligente), el Galaxy Note recibió críticas positivas sobre el S Pen, la velocidad de 1.4 GHz dual-core y las ventajas de una pantalla más grande. El Galaxy Note fue un éxito comercial: lanzado en octubre de 2011, Samsung anunció en diciembre de 2011 que vendió más de 1 millón de unidades los primeros 2 meses. En febrero de 2012, Samsung lanzó una versión del Galaxy Note con soporte para LTE, y en agosto de 2012, se vendió más de 10 millones de unidades del Galaxy Note en todo el mundo.

### Samsung Galaxy Note 2
El 29 de agosto de 2012, Samsung presentó el Galaxy Note II en IFA, El nuevo modelo, lanzado en septiembre de 2012, se mejoraron las especificaciones, el procesador es quad-core y la pantalla pasó a 5,5 pulgadas y tiene sensibilidad de presión para un uso de S Pen más preciso, el diseño fue basado en el Galaxy S III. El Galaxy Note II incorporó nuevas funciones como gestos del S Pen, multiventana. Air View (que permite ver información adicional con tan solo pasar el dedo sin tocar) y otras funciones del Galaxy S III.

### Samsung Galaxy Note 3
El 4 de septiembre de 2013, Samsung presentó el Galaxy Note 3 con un diseño premium con una carcasa de cuero de plástico, una pantalla de 5,7 pulgadas, pantalla Full HD, un conector USB 3.0 y más funciones para el S Pen. Contiene todas las funciones sacadas del Galaxy S4.

### Samsung Galaxy Note 4
El 3 de septiembre de 2014, Samsung presentó en IFA el Galaxy Note 4. El nuevo modelo lanzado en octubre de 2014, con un nuevo diseño y una carcasa de cuero de plástico y un marco de metal, una pantalla Quad HD de 5,7 pulgadas, una cámara de 16 MP con OIS, S Pen mejorado, escáner de huella dactilar y otras funciones sacadas del Galaxy S5.

### Samsung Galaxy Note 5
El Galaxy Note 5 fue anunciado el 13 de agosto de 2015. Es basado en las especificaciones y el diseño del Galaxy S6, incluyendo su marco de metal y tapa de cristal, con una pantalla de 5,7 pulgadas con 1440p, tiene un SoC Exynos 7 Octa 7420. A diferencia de los modelos Galaxy Note anteriores, el Note 5 no ofrece batería removible ni memoria expandible.

### Samsung Galaxy Note 7
El Galaxy Note 7 fue anunciado el 2 de agosto de 2016. Es basado en casi todo el hardware del Galaxy S7, que incluye la cámara, la resistencia al agua IP68 y memoria expandible. Es el primer teléfono inteligente de Samsung en ofrecer USB tipo-C. El Galaxy Note 7 tiene curvas en la pantalla y atrás.
El Samsung Galaxy Note 7 tuvo problemas con la batería lo cual causada la explosión de cientos de unidades. Samsung inició la retirada temporal del dispositivo y poco después se ofreció dispositivos de reemplazo con otra batería. Por desgracia, estos también explotaban y por tanto se tuvo que detener de forma permanente la producción del Galaxy Note 7 y descontinuarlo. Los dueños del Note 7 tenían la posibilidad de cambiarlo por un Galaxy S7 / S7 Edge u obtener un reembolso completo.

### Samsung Galaxy Note 8
El Samsung Galaxy Note 8 es el sucesor del fallido Note 7. Esta vez, Samsung adopta la pantalla Infinity del Galaxy S8, con 6.3 pulgadas a resolución 2960x1440. También debuta por primera vez con Samsung una cámara dual, y el Galaxy Note8 cuenta con una cámara dual de 12 megapixels con estabilización óptica de imagen compuesta por un segundo lente telefoto de 12 MP. El resto de las características incluyen 6GB de RAM, 64GB, 128GB o 256GB de almacenamiento interno, batería de 3300 mAh, soporte para el S Pen, cámara frontal de 8 MP y Android 7.1.1 Nougat. Entre finales de 2017 y los primeros 3 meses del 2018, Samsung comenzó a actualizar todos los terminales a Android 8.0 Oreo.
En noviembre de 2018, a través de su aplicación de servicio técnico Samsung Members en algunos países de Asia, Europa y Estados Unidos la compañía publicó un anuncio para que los usuarios de este terminal a los que les aparecía la nota actualizaran su dispositivo a Android 9.0 Pie y probaran en estado beta la novedosa capa de personalización One UI antes de su lanzamiento oficial.
En el resto de países, la FOTA de Android Pie llegó a los terminales con la versión 1 oficial de One UI entre enero y marzo de 2019.

### Samsung Galaxy Note 9
Este terminal fue anunciado el 9 de agosto de 2018, con un S Pen mejorado, con tecnología Bluetooth, que te permite tomar fotografías simplemente tocando el botón en el S Pen, o detectar si alguien ha parpadeado en la foto, para capturar otra. Incluye también una batería de 4000mAh durable todo el día y cargador inalámbrico Duo. Este pad incluye una parte para cargar el dispositivo mientras que la otra parte es para cargar un reloj Galaxy Watch compatible. Contaba con Android 8.1 Oreo como sistema operativo de fábrica.
Al igual que con el Galaxy Note8, este dispositivo también actualizó a Android 9.0 Pie entre diciembre de 2018 y febrero de 2019.

### Samsung Galaxy Note 10
El Galaxy Note 10 fue anunciado el 7 de agosto de 2019 y es el primer modelo en introducir dos versiones diferentes, la Normal (6.3 pantalla) y Plus (6.8 pantalla). El dispositivo cuenta con mejoras considerables en el S Pen integrado, ya que éste cuenta con capacidad de gestos aéreos, como seleccionar entre la cámara frontal y/o trasera, cambiar entre los diferentes modos de la cámara, control de volumen y la reproducción  de vídeo, etc. Cuenta con sistema operativo Android 9 "Pie" y la ultima versión de su interfaz de usuario "One UI". Entre sus diferentes versiones podemos encontrar las siguientes características: Memoria RAM de 8GB (normal) y 12GB (Plus), Almacenamiento interno desde 256GB hasta 512GB con ranura expansible (Plus), Resistencia al agua y polvo IP68, Carga Super Rápida de 25w, Batería de 3,500 mAh (Normal) y 4,300 mAh (Plus), así como conectividad con redes 5G

### Samsung Galaxy Note 20
La serie Galaxy Note 20 fue anunciado el 5 de agosto de 2020 (siendo este la última serie lanzada de la gama). Cuenta con dos versiones: la normal (pantalla de 6.7") y Ultra (pantalla de 6.9"). El S-Pen del Galaxy Note 20 fue mejorado, y se añadieron nuevos gestos aéreos. Viene con Android 10 y la interfaz One UI 2.5.
Entre sus características entre ambas versiones destacan: memoria RAM de 8 GB (normal) y 8 o 12 GB (Ultra), almacenamiento de 128 o 256 GB (normal) y 128, 256 o 512 GB, 1 TB, con memoria expandible hasta 1 TB (Ultra), batería de 4300 mAh (normal), y 4500mAh (Ultra), Carga Super Rápida de 25w, conectividad 5G, etc.
En cuanto a la cámara, la serie Galaxy Note 20 tienen especificaciones de cámaras similares a de los Galaxy S20, ya que el Note 20, tiene una cámara principal de 12MP, una teleobjetivo de 64 MP y una ultra gran angular de 12 MP, mientras que el Note 20 Ultra, tiene una cámara principal de 108 MP, una teleobjetivo de 12 MP y una últra gran angular de 12 MP. Al igual que en los Galaxy S20, los Galaxy Note 20 también pueden grabar video en calidad 8K. La cámara frontal de estos dispositivos es de 10 MP en forma de agujero en pantalla.

## Descontinuación
Debido a que los teléfonos de la gama Note se parecían cada vez más a los de la gama S (con la única diferencia del lápiz táctil), la empresa sacó al mercado los últimos teléfonos de la gama (Samsung Galaxy Note 20 y Note 20 Ultra) en 2020. 
En 2021 Samsung decide fusionar esta gama con la gama S, haciendo que a partir de ese año la gama Note continuara dentro de los modelos Ultra.